# Energy Bank
Energy Bank Sao Tome e Principe, també conegut com a Energy Bank STP, però més habitualment Energy Bank, és un banc comercial de São Tomé. És un dels vuit bancs comercials autoritats pel Banc Central de São Tomé i Príncipe, regulador bancari del país.

## Informació general
Pel febrer de 2011 Energy Bank era un petit proveïdor de serveis financers a São Tomé. Els actius totals dels bancs s'estimen en 10 milions US$. El patrimoni net s'estima al voltant de 6,8 milions US$.

## Història
Energy Bank Sao Tome & Principe (STP) començà a operar com a Oceanic Bank (STP) el 14 de juliol de 2008. La seva segona branca, en la proximitat del mercat principal es va obrir l'11 de maig de 2010. L'adquisició del cent per cent del Banc es va realitzar per Global Fleet (Regne Unit), sota l'hàbil direcció de Jimoh Ibrahim, a qui la transacció ha transferit la propietat i control d'Oceanic Bank el juny de 2011.

## Propietat
Les accions d'Energy Bank són en mans privades. Els principals accionistes al banc són (a) Global Fleet UK, (b) Nicon Insurance, STP, els dos principals accionistes són vinculats a Jimoh Ibrahim, l'empresari i industrial nigerià que és president el consell d'administració del banc. El repartiment de l'accionariat del banc és:
| Accionistes d'Energy Bank |                      |             |
| \| Rang \| Accionista \| Percentatge \| \| ---- \| -------------------- \| ----------- \| \| 1 \| Global Fleet, UK \| 88 \| \| 2 \| Nicon Insurance, STP \| 10 \| \| 3 \| Altres \| 2 \| \| \| Total \| 100.00% \| |                      |             |
| Rang | Accionista           | Percentatge |
| 1 | Global Fleet, UK     | 88          |
| 2 | Nicon Insurance, STP | 10          |
| 3 | Altres               | 2           |
| | Total                | 100.00%     |

## Govern
En línia amb les orientacions generals del govern de la corporació emès pel Banc Central de São Tomé i Príncipe (el regulador), les polítiques de govern de la corporació estan dissenyats per garantir la independència del Consell d'Administració, amb el ferm compromís d'adherir-se als més alts estàndards d'integritat professional i ètica.

## Global Fleet Group
Energy Bank és membre del Global Fleet Group, un conglomerat d'empreses amb base a Nigèria, amb interessos empresarials a Nigèria, Ghana i São Tomé i Príncipe. Les empreses membres del grup són:
1. Air Nigeria[5] - Lagos,  Nigèria - abans Virgin Nigeria
2. Nicon Insurance[6] - Lagos,  Nigèria
3. Nigeria Re-Insurance Corporation - Lagos,  Nigèria
4. Nicon Luxury Hotel - Abuja,  Nigèria - abans Le' Meridien Hotel
5. The Nicon Group - Lagos,  Nigèria - El holding inclou empreses d'inversió, escoles, empreses de béns arrels, de transport i altres
6. Nicon Properties Limited
7. Global Fleet Oil and Gas - Una cadena de gasolineres arreu de  Nigèria
8. Global Fleet Building - Lagos,  Nigèria - abans Allied Bank Building
9. Nicon Hotels - Lagos,  Nigèria
10. Global Fleet Industries - Lagos,  Nigèria - abans HFP Industries Limited
11. Energy Bank - Accra,  Ghana - Un nou banc comercial de Ghana, començà a operar en febrer de 2011
12. Energy Bank São Tomé - São Tomé,  São Tomé i Príncipe - Banc Comercial adquirit per Oceanic Bank el maig de 2011 i rebatejat.
13. Global Media Mirror Limited - Lagos,  Nigèria